# Bzura
Bzura (udtale: Bsura ) er en flod i det centrale Polen, en biflod til Wisła fra venstre, og løber med en samlet længde på 166 km gennem byerne Zgierz, Aleksandrów Łódzki, Ozorków, Łęczyca, Łowicz, Sochaczew og Brochów og løber ud i Wisła overfor Wyszogród (Hohenburg).
Navnet på floden blev kendt gennem det store slag ved Bzura, hvor polske tropper blev besejret af tyske tropper i området mellem 9. september og 19. september 1939 . Den 17. januar 1945 blev Sochaczew besat af den fremrykkende Røde Hær, efter at de havde besejret de tyske enheder der.
52°22′40″N 20°11′36″Ø / 52.3779°N 20.1934°Ø